# Кабеса-дель-Кабальйо
Кабеса-дель-Кабальйо (ісп. Cabeza del Caballo) — муніципалітет в Іспанії, у складі автономної спільноти Кастилія-і-Леон, у провінції Саламанка. Населення — 399 осіб (2010).
Муніципалітет розташований на відстані близько 250 км на захід від Мадрида, 75 км на захід від Саламанки.
На території муніципалітету розташовані такі населені пункти: (дані про населення за 2010 рік)
- Кабеса-дель-Кабальйо: 319 осіб
- Фуентес-де-Масуеко: 80 осіб

## Демографія
Динаміка населення (INE ):

## Зовнішні посилання
- Провінційна рада Саламанки: індекс муніципалітетів [Архівовано 23 квітня 2009 у Wayback Machine.]
- Посилання на Google Maps